# 521 (số)
521 (năm trăm hai mươi mốt) là một số tự nhiên ngay sau 520 và ngay trước 522.